# Epihippus
Epihippus es un género fósil de mamíferos perisodáctilos de la familia de los équidos que vivió durante el Eoceno, a partir de 46 a 38 millones de años.
Se cree que evolución de miembros del género Orohippus, que continuó la tendencia evolutiva de los dientes de molienda cada vez más eficientes. Tenían cinco dientes de mordedura, dientes de la mejilla bajas con las crestas bien-formadas. Una especie tardía de Epihippus, a veces denominada Duchesnehippus intermedius, tenía dientes similares a los équidos del Oligoceno, aunque ligeramente menos desarrollados. Se discute si Duchesnehippus era un subgénero de Epihippus o un género distinto. Esta es una especie temprana de un caballo.